# Megan Rain
Megan Rain est une actrice pornographique américaine née le 13 juin 1996 à Palm Springs (Californie).

## Biographie
Megan Rain a commencé à jouer dans des films pornographiques hardcores explicites à l'âge de 18 ans en 2014. En décembre 2018 elle décide de recourir à une chirurgie esthétique mammaire et reçoit un implant mammaire (implants 350cc bonnet D sous muscle), puis fait une autre chirurgie de correction mammaire le 4 septembre 2019 (275cc modéré de profil).
Megan Rain a travaillé pour plusieurs compagnies notables et sites web pour adultes dont BangBros, Blacked.com, Brazzers, Nubile Films, Jules Jordan, Team Skeet, Petite HD Porn et New Sensations .

## Distinctions

### Récompenses
- 2017 : AVN Awards pour Best Anal Sex Scene, Anal Models (2015)
- 2019 : AVN Awards pour Best Foreign-Shot All-Girl Sex Scene, Infiltree (2017)
- 2019 : AVN Awards pour Best Foreign-Shot Group Sex Scene, Infiltree (2017)
- 2017 : Spank Bank Awards pour Porn's Next Superstar
- 2018 : Spank Bank Awards pour Countess of Contortionism
- 2019 : Spank Bank Awards pour Most Energetic Fuck Bunny
- 2016 : Spank Bank Technical Awards pour Best Display of Twerking on a Hoverboard
- 2017 : Spank Bank Technical Awards pour Spinner Supreme
- 2018 : Spank Bank Technical Awards pour Most Likely To Pet A Cheetah

### Nominations
(non exhaustif)
- 2016 : AVN Award nommée Masturbator of the Year
- 2017 : AVN Award nommée pour Best 'Come Fuck Me' Eyes
- 2017 : AVN Award nommée pour Dirty Little Slut of the Year
- 2017 : AVN Award nommée pour Natural Born Cock Killer
- 2018 : AVN Award nommée pour The Most Spanked To Girl of the Year
- 2019 : AVN Award nommée pour Best Eyes
- 2016 : XRCO Awards nommée pour Orgasmic Analist of the Year

## Filmographie sélective
- 2014 : 18 Year Old Step-Sister Fuck
- 2015 : Anal Models
- 2015 : Asshole Exploration
- 2015 : Black and White 4 avec Jason Brown
- 2015 : Cum Exchange 2 avec Adriana Chechik
- 2015 : Manuel Creampies Their Asses 3 Manuel Ferrara
- 2015 : Manuel DPs Them All 3 avec Manuel Ferrara
- 2015 : My Girlfriend Gets Fucked in the Ass by the Neighbor avec Manuel Ferrara
- 2015 : Preppy Teen Experience Big Black Cock 1 avec Jason Brown
- 2015 : Preppy Teen Experience Big Black Cock 2
- 2015 : Spring Break Slut
- 2016 : Stepsisters Share Everything
- 2016 : Don't Be Shy (II)
- 2017 : Black and White 4 avec Isiah Maxwell
- 2017 : An Unusual and Sexy Request
- 2017 : Jizz On Megan
- 2017 : The Hot BFF avec jmac
- 2017 : Mandingo Massacre 13
- 2017 : Mr M 1
- 2018 : True Anal Addiction avec Adriana Chechik
- 2019 : Day With A Pornstar: Megan Rain
- 2019 : Spa Day At Home avec Charles Dera
- 2020 : Lesbian Ass Worshippers